# Непал Растра банк
Непал Растра банк (неп. नेपाल राष्ट्र बैंक, англ. Nepal Rastra Bank) — центральний банк Непалу.

## Історія
1 червня 1945 року випущені перші непальські паперові грошові знаки — квитки уряду Непалу. З вересня 1945 року їх випуск продовжило Центральне казначейство.
У 1955 році прийнятий Акт про державний банк. 26 квітня 1956 року Непал Растра банк почав операції, а в 1960 році — випуск банкнот.